# Earle Basinsky
Earle Basinsky, né le 26 décembre 1921 à Vicksburg, dans le comté de Warren, au Mississippi, et mort au même endroit le 12 mars 1963, est un romancier et nouvelliste américain, auteur de roman policier.

## Biographie
Il entreprend en 1939 des études supérieures à l'Université du Mississippi, mais quitte la faculté de droit en 1942 pour s'engager dans les U.S. Air Force. Pendant son entraînement à la base de Greenwood, au Mississippi, il fait la connaissance et devient l'un des grands amis de Mickey Spillane.
Après la guerre, il s'installe à New York et travaille un temps pour Spillane, mais retourne vivre dans sa ville natale de Vicksburg pour reprendre l'entreprise d'imprimerie de son père. Il visite néanmoins son célèbre ami à New York en 1953 qui l'encourage à écrire. En 1955 paraît Le Magot (The Big Steal), immédiatement traduit en France dans la Série noire. Ce roman raconte la descente en enfer d'un détective de la police, injustement accusé d'avoir volé l'argent d'une rançon dans le cadre de ses fonctions. Son épouse et ses amis le lâchent, ses collègues de travail lui donnent une raclée, aussi ne doit-il compter que sur lui-même pour se faire justice et démasquer le vrai coupable. Influencé dans son recours à la violence par les romans de Mickey Spillane, Le Magot n'évite pas le manichéisme si cher au créateur de Mike Hammer.
Basinsky, qui meurt prématurément en 1963, est également l'auteur de trois nouvelles, dont La Vitre brisée (The Broken Window, 1957), où un narrateur, qui ne se nomme jamais, est accusé d'avoir tué son rival. Il parvient néanmoins à convaincre la police de lui laisser voir la scène du crime. Une fois sur place, le héros fait remarquer à l'enquêteur une vitre brisée qui conduit à un pistolet caché dans une trappe du plafond, preuve que la victime s'est suicidée en essayant de le faire accuser alors qu'il est innocent.

## Œuvre

### Romans
- The Big Steal (1955) Publié en français sous le titre Le Magot, traduit par Laurette Brunius, Paris, Gallimard, Série noire no 284, 1955
- Death Is a Cold, Keen Edge (1956)

### Nouvelles
- The Broken Window (1957) Publié en français sous le titre La Vitre brisée, traduit par André Cubzac, Paris, Opta, Suspense no 25, avril 1958
- The Prison Break (1957)
- Decision (1958)

## Sources
- Claude Mesplède et Jean-Jacques Schleret, SN, voyage au bout de la Noire : inventaire de 732 auteurs et de leurs œuvres publiés en séries Noire et Blème : suivi d'une filmographie complète, Paris, Futuropolis, 1982, 476 p. (OCLC 11972030), p. 28.